# Улица Евстафьева
Улица Евстафьева (до 2010 года — Лесная улица) — улица в микрорайоне Первомайский города Балашиха Московской области.
Названа в честь Героя Социалистического Труда, крупного организатора производства, директора Балашихинского литейно-механического завода (БЛМЗ) Николая Павловича Евстафьева (1925—1993).

## История
Первые попытки увековечить память директора БЛМЗ Н. П. Евстафьева были предприняты вскоре после его смерти. В 1995 к 70-летию со дня его рождения на одном из зданий микрорайона была установлена памятная доска. Предложение о переименовании улицы в его честь (причём тогда речь шла о Первомайской улице) широкой поддержки не получило и юридических последствий не имело.
В следующий раз инициатива зародилась на БЛМЗ в 2010, где в поддержку её собрали две с половиной тысячи подписей. Мероприятие было приурочено ко Дню металлурга (18 июля 2010) и 85-летию со дня рождения Н. П. Евстафьева.
19 июля 2010 года к этой дате решением Совета депутатов городского округа Балашиха улица Лесная была переименована в улицу Евстафьева.
О переименовании улицы Лесной в улицу Евстафьева.
Решение Совета депутатов городского округа Балашиха № 17/129 от 18.05.2010.
В целях увековечения памяти Николая Павловича Евстафьева, бывшего директора Балашихинского литейно-механического завода, Героя Социалистического Труда, учитывая многочисленные обращения трудовых коллективов и общественных организаций городского округа, Совет депутатов городского округа Балашиха решил:

1. Переименовать улицу Лесную города Балашихи в улицу Евстафьева.

2. Обязать руководителя администрации городского округа Балашиха Ореховича В.И. разработать план мероприятий и принять соответствующие меры по реализации настоящего решения.

3. Рекомендовать УВД по городскому округу Балашиха Московской области, Балашихинскому отделу Управления Федеральной службы государственной регистрации, кадастра и картографии по Московской области, ИФНС России по г. Балашихе Московской области оказывать содействие жителям, юридическим лицам и индивидуальным предпринимателям городского округа Балашиха в случае их обращения о внесении изменений в документы в связи с принятием настоящего решения.

4. Опубликовать настоящее решение в газете «Факт».

5. Настоящее решение вступает в силу после опубликования за исключением положений, для которых частью 6 настоящего решения установлены иные сроки вступления в силу.

6. Части 1 и 3 настоящего решения вступают в силу с 19 июля
2010 года.

7. Контроль за выполнением настоящего решения возложить на заместителя председателя Совета депутатов городского округа Балашиха Шестакова А.В.

Глава городского округа Балашиха В. Г. Самоделов.

## Описание
Улица расположена в микрорайоне Первомайский, является его юго-западной и южной границей с большими лесными массивами Кучинского лесопарка между Разинским шоссе и правым берегом реки Пехорка.
Начинается от улицы Разина (далее переходящей в Разинское шоссе), отходя от неё на юго-восток. По правой стороне к улице вплотную примыкает смешанный лес с идущими вглубь пешеходными дорожками, по которому она и получила своё первоначальное название. Вблизи правого берега Пехорки, немного севернее линии электропередачи, улица делает плавный поворот и идёт на северо-восток по береговой кромке, где и заканчивается.
Нумерация домов — от улицы Разина.

## Здания и сооружения
Нечётная сторона
- № 1/9 - жилой дом (монолитно-кирпичный, 17 этажей, построен в 2015 году)
- № 3, 5 - жилой дом (монолитно-кирпичный, 14-17 этажей, построен в 2011 году)
- № 9, 9А - жилой дом (панель, обложенная кирпичом, 14-17 этажей, построен в 2003 году)
- № 11А, 11, 13 - жилые дома (кирпич, оштукатурен, 2 этажа)
- № 15 - жилой дом (внутренние перегородки - панель, наружная стена - кирпич, 14 этажей, построен в 2002 году)
- № 17 - 2-этажное кирпичное здание
- № 19 - жилой дом (серый кирпич, 2 этажа)
- № 21 - административное здание (кирпич, 4 этажа). Межмуниципальное управление Министерства внутренних дел Российской Федерации "Балашихинское".
- № 23 - административное здание (кирпич, 3 этажа). Военный комиссариат города Балашиха